# Tettigonia
Tettigonia – rodzaj owadów prostoskrzydłych z rodziny pasikonikowatych (Tettigoniidae). Obejmuje owady dość duże, o masywnym ciele, barwie zielonej lub brązowawej, z długimi skocznymi tylnymi odnóżami. Przechodzą przeobrażenie niezupełne. 
W Polsce występują 3 gatunki z tego rodzaju: pasikonik zielony, pasikonik długopokładełkowy i pasikonik śpiewający.

## Gatunki
Do rodzaju Tettigonia zaliczane są gatunki:
- Tettigonia acutipennis
- Tettigonia cantans – pasikonik śpiewający
- Tettigonia caudata – pasikonik długopokładełkowy
- Tettigonia chinensis
- Tettigonia dolichoptera
- Tettigonia hispanica
- Tettigonia ibuki
- Tettigonia krugeri
- Tettigonia longealata
- Tettigonia longispina
- Tettigonia lozanoi
- Tettigonia macrocephalus
- Tettigonia macroxipha
- Tettigonia orientalis
- Tettigonia savignyi
- Tettigonia silana
- Tettigonia tsushimensis
- Tettigonia turcica
- Tettigonia ussuriana
- Tettigonia vaucheriana
- Tettigonia viridissima – pasikonik zielony

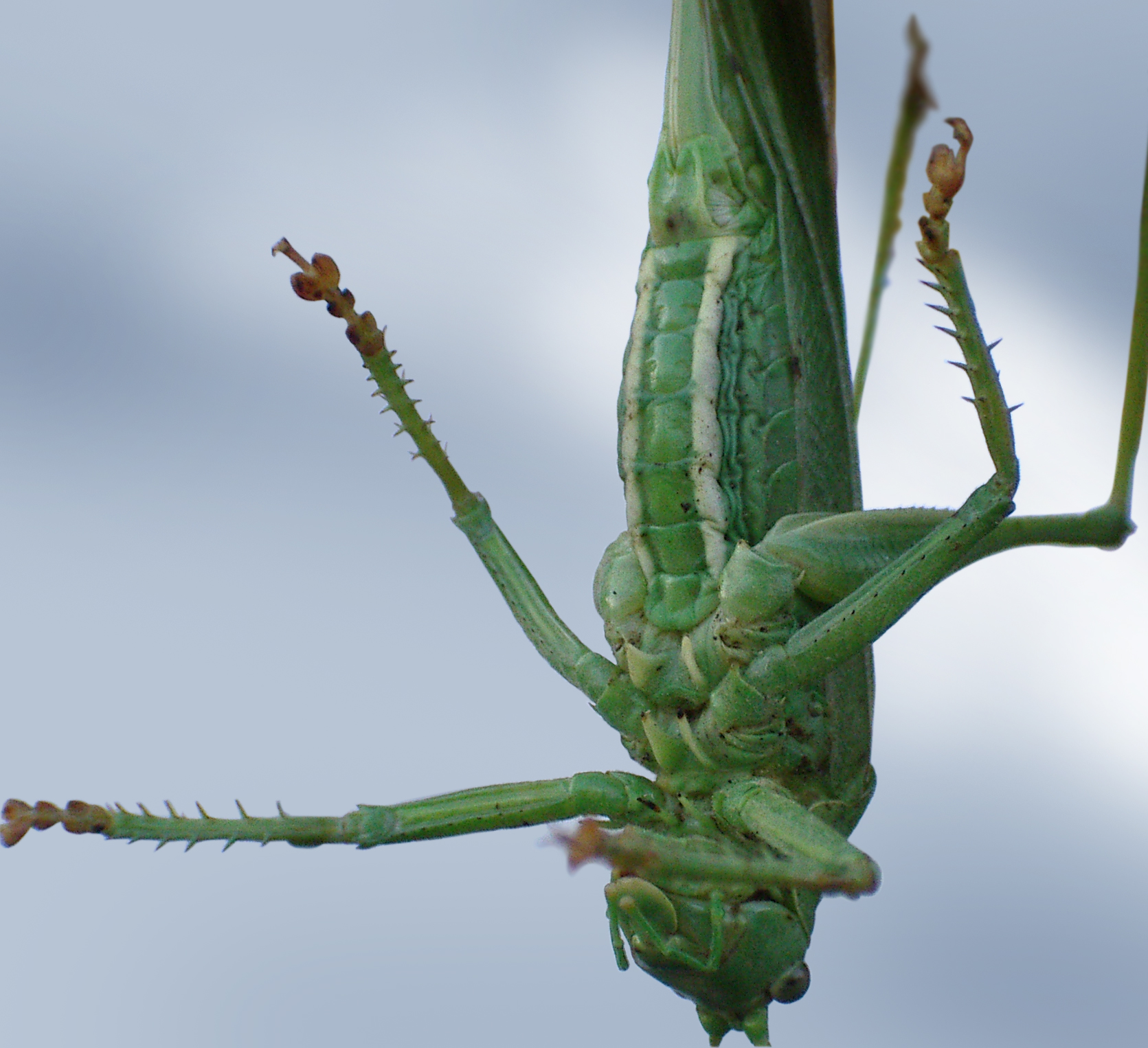
Szczegóły budowy zewnętrznej pasikonika (strona brzuszna)

- Tettigonia yama